# Harald Wolfgang Sixt
Harald Wolfgang Sixt (* 14. Mai 1950 in Schwarzenfeld) ist ein ehemaliger deutscher Boxer.
Sixt war als Amateur-Boxer insgesamt sechsmal deutscher Meister im Welter- und im Halbmittelgewicht. Nach seiner aktiven Karriere war Sixt Verbandstrainer im Hamburger Amateur-Boxverband (HABV).
Harald Sixt trat für die Kaltenkirchener Turnerschaft an.

## Erfolge
- 1972–1974: Meister des Schleswig-Holsteinischen Amateur-Boxverbandes (SHABV) (Halbmittelgewicht bis 71 kg)
- 1974: Meister des Deutschen Boxsport-Verbands (DBV) in Bremen (Halbmittelgewicht bis 71 kg)
- 1975: Meister des Schleswig-Holsteinischen Amateur-Boxverbandes (SHABV) (Weltergewicht bis 67 kg)
- 1975–1977: Meister des Deutschen Boxsport-Verbands (DBV) (in Berlin / Duisburg / Münster) (Weltergewicht bis 67 kg)
- 1978–1979: Meister des Deutschen Boxsport-Verbands (DBV) (in Schriesheim/München: gegen Dieter Holm, Punktsieg) (Halbmittelgewicht bis 71 kg)